# Ионозонд

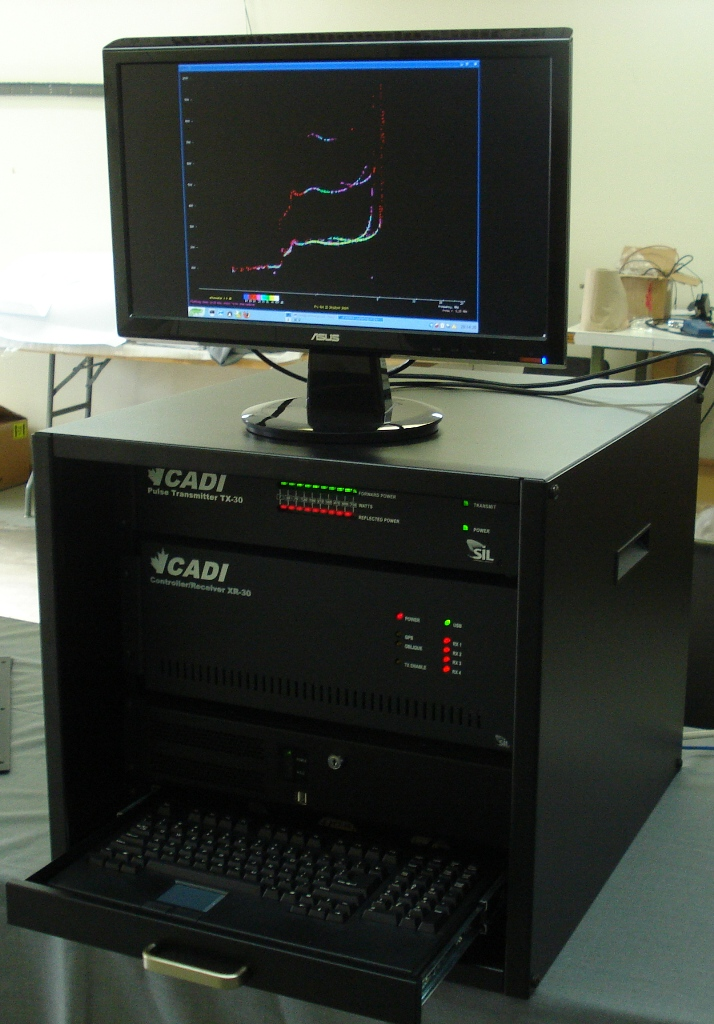
Современный ионозонд, состоящий из синхронизированных импульсного передатчика и приёмника и компьютерной системы отображения ионограмм

Ионозонд — специализированный радиолокатор для определения высот отражения радиоволн различных частот от ионосферы, критических частот ионосферы и высотного распределения концентрации электронов. В состав ионозонда входит импульсный передатчик, работающий на нескольких фиксированных частотах или в непрерывном диапазоне частот, антенна, обеспечивающая передачу зондирующих импульсов, приёмник, синхронизирующие устройства и средства отображения.
Высота слоёв ионосферы определяется по времени запаздывания приёма отражённого сигнала относительно излучённого, однако, поскольку реальная скорость распространения радиоволн в области отражения меньше скорости света и зависит от показателя преломления ионосферы, определяется не истинная, а так называемая кажущаяся или «действующая» высота отражения. В результате сканирования ионосферы на различных частотах получаются её высотно-частотные характеристики или ионограммы.
Наземные ионозонды, размещаемые на ионосферных станциях, позволяют изучать нижнюю часть ионосферы, до высоты её главного максимума. Для исследований внешней ионосферы ионозонды размещаются на геофизических ракетах и на искусственных спутниках Земли, которые выводятся на круговые орбиты, как правило с высотой около 1000 км.

## История
Ещё в 1901 году Г. Маркони осуществил радиопередачу сообщения через Атлантический океан, а в 1902 году О. Хевисайд предложил для объяснения этого эксперимента теорию ионизации верхних слоёв атмосферы солнечным излучением c образованием отражающего радиоволны электропроводящего слоя. Однако, длительное время эта теория не принималась учёными, а эксперимент Маркони объясняли дифракцией радиоволн на сферической поверхности Земли.  Прямым доказательством существования в верхних слоях атмосферы Земли проводящего электрического слоя стали опубликованные в 1926 году результаты первых экспериментов по радиозондированию ионосферы, поставленных американскими учёными Г. Брайтом и М. Тьювом. В середине-конце 1920-х годов наблюдается взрывной рост экспериментальных исследований ионосферы и создаются первые теории ионосферных слоёв. В 1930-х годах возникают сети лабораторий, изучающих ионосферу на различных широтах и в различных геофизических условиях методами радиозондирования. В 1950-х годах начинается промышленное изготовление автоматических ионозондов и создаётся мировая сеть из примерно 150 ионосферных станций, проводящих согласованное, регулярное, одновременное и однотипное вертикальное радиозондирование ионосферы. В 1960-е годы началась установка ионозондов на искусственных спутниках Земли, что позволило зондировать ионосферу выше области главного максимума и изучать особенности и свойства её внешней части.

## Применение
Отражение радиоволн, прежде всего декаметрового диапазона, от ионосферы является основой для работы многих радиотехнических систем. Для обеспечения и прогнозирования работы этих систем требуется  знание текущих свойств ионосферы и ожидаемого их изменения в глобальном масштабе. Для изучения ионосферы во многих странах созданы специализированные ионосферные службы, основным инструментом которых являются станции зондирования ионосферы или ионосферные станции.
Основной объект изучения при прикладных исследованиях ионосферы — присутствующие в ней электроны, которые гораздо более эффективно, чем тяжёлые ионы, взаимодействуют с радиосигналами и влияют на их распространение. В макроскопическом масштабе это влияние описывается через изменение диэлектрической проницаемости среды {\displaystyle \varepsilon }, связанной с концентрацией электронов {\displaystyle \mathrm {N} _{e}}. Связь между диэлектрической проницаемостью среды и электронной концентрацией выражается формулой: 
{\displaystyle \varepsilon =1-4\pi \mathrm {N} _{e}q^{2}/m\omega ^{2}}, где {\displaystyle \mathrm {N} _{e}} — электронная концентрация, {\displaystyle q} — заряд электрона, {\displaystyle m} — масса электрона, {\displaystyle \omega } — круговая частота воздействующей электромагнитной волны.
Это соотношение также может быть выражено через так называемую плазменную частоту, зависящую от локальной концентрации электронов:
{\displaystyle \varepsilon =1-f_{0}^{2}/f^{2}}, где {\displaystyle f_{0}} — плазменная частота, а {\displaystyle f} — частота волны.
При зондировании ионосферы отражение от неё радиоволн наблюдается при совпадении их частоты с плазменной частотой структурных особенностей  ионосферы, т. е. при выполнения условия {\displaystyle \varepsilon =0}. Ионозонды обеспечивают получение информации с высоким отношением «сигнал/шум» и позволяют измерять зависимость концентрации электронов в ионосферной плазме от высоты с очень высокой точностью. Эти измерения легко могут быть автоматизированы, а комплексная компьютерная обработка таких параметров принимаемого сигнала, как групповая задержка, амплитуда, фаза, поляризация и доплеровский сдвиг позволяет получить получать не только традиционную для ионозондов информацию о концентрации электронов в ионосфере, но и данные о других параметрах земной атмосферы.

## Методы ионосферного зондирования
Ионосферное зондирование делится, в зависимости от расположения источников и приёмников зондирующего сигнала, на вертикальное (ВЗ), наклонное(НЗ), возвратно-наклонное(ВНЗ), внешнее (ВнЗ) и трансионосферное (ТИЗ).

### Вертикальное зондирование
Вертикальное зондирование, при котором импульсный сигнал посылается с помощью направленной антенны вертикально вверх, а расположение передатчика и приёмника импульсов совпадают, является самым распространённым, чувствительным и информативным методом изучения верхней атмосферы и ближнего околоземного пространства. По времени запаздывания приёма отражённого от ионосферы сигнала относительно переданного вычисляется действующая высота отражения на данной частоте. Поскольку скорость распространения сигналов в ионосфере из-за их взаимодействия с заряженными частицами меньше скорости света, действующая высота всегда превышает истинную высоту отражающего слоя, тем больше, чем выше концентрация заряженных частиц в ионосфере и сильнее её влияние на распространяющиеся в ней сигналы. При ВЗ частоту несущей радиоимпульсов повышают, каждый импульс может оставлять как один, так и несколько следов на ионограмме, до тех пор, пока частота не превысит критическую, при которой отражения слоями ионосферы не наблюдается.

### Наклонное зондирование и возвратно-наклонное зондирование
При многочастотном наклонном зондировании приёмная и передающая системы ионозонда разнесены в пространстве, а процессы излучения импульсов и их приёма синхронизированы во времени с высокой точностью. Метод наклонного зондирования позволяет экспериментально исследовать прохождение радиоволн на фиксированной дальности и оценивать состояние ионосферы в области средней точки радиотрассы, где происходит отражение сигнала (односкачковое прохождение). Наклонное зондирование даёт прямое измерение максимально применимой частоты для выбранной дальности радиотрассы. Ионограммы, получаемые в результате наклонного зондирования, отражает частотную зависимость группового запаздывания сигналов, прошедших различными путями в ионосфере до точки приёма. При возвратно-наклонном зондировании в той же точке, что и передатчик, устанавливается ещё один приёмник ионозонда. который принимает импульсы, рассеянные «назад» на неоднородностях ионосферы в средней точке радиотрассы. Для сигналов, принимаемых при возвратно-наклонном зондировании, условие {\displaystyle \varepsilon =0} не выполняется, оценивается зависимость группового запаздывания сигналов от частоты, связанная с  концентрацией электронов.

### Внешнее радиозондирование
Внешним зондированием называется метод радиозондирования ионосферы, при котором передатчик и приёмник ионозонда устанавливаются на искусственном спутнике Земли. Внешнее зондирование позволяет получать информацию о структуре и процессах на высотах между орбитой спутника и критических слоем. В случае, если орбита космического аппарата лежит ниже высоты слоя F2, может использоваться термин «внутреннее радиозондирование». При внешнем зондировании могут быть получены недоступные для наземного зондирования сведения о критической частоте и высоте максимума слоя F2 и распределении электронной концентрации от высоты орбиты ИСЗ до слоя F2. В то же время при внешнем зондировании недоступна информация о внутренних слоях ионосферы F1, D и E, исследуемых методами наземного зондирования. Первые эксперименты по внешнему зондированию ионосферы начались в 1962 году на канадском спутнике Alouette 1, проработавшем около 7 лет. Впоследствии эти исследования были продолжены на канадских спутниках Alouette 2 и ISIS, американском Эксплорер-20, советских Космос-381, Интеркосмос-19, Космос-1809, японском Ohzora (EXOS-C). 
Установка ионозонда на исследующие ионосферу космические аппараты применяется сравнительно редко, так как требует передатчиков мощностью в сотни ватт и крупных антенных систем, а работа ионозонда вносит помехи в работу остальных систем спутника и ограничивает количество одновременно проводимых исследований. Последним спутником, с которого проводилось внешнее зондирование ионосферы, был «Космос-1809», работавший в 1986—1993 годах. В конце 1990-х годов осуществлялось радиозондирование ионосферы с орбитальной станции «Мир», но её низкая орбита не позволяла исследовать верхний слой ионосферы. С начала 2000-х годов готовится запуск российского специализированного многоспутникового комплекса «Ионозонд», в состав которого будут входить спутники «Ионосфера-М», оснащённые, наряду с другой научной аппаратурой, ионозондами.

### Трансионосферное зондирование
Трансионосферное зондирование также осуществляется с помощью передатчиков ионозондов, установленных на космических аппаратах. Приёмник при этом располагается на наземной станции и должен быть с высокой точностью синхронизирован с излучающим импульсы передатчиком. Для синхронизации используется отдельный радиоканал между ИСЗ и наземной станцией, работающий на высоких частотах, порядка 100 Мгц и более, и передающий метки времени. Зондирующий сигнал переменной частоты передаётся со спутника в диапазоне коротких волн. На наземной станции фиксируется запаздывание зондирующего сигнала относительно синхронизирующего и частотная зависимость этого запаздывания, пересчитанная в расстояние, регистрируется в виде трансионограммы. Применяется также обратное трансионосферное зондирование, когда зондирующий сигнал переменной частоты излучается наземной станцией, а функция его запаздывания от частоты регистрируется бортовой аппаратурой спутника и передаётся на Землю по каналу телеметрии. Первые в мире эксперименты по прямому и обратному трансионосферному зондированию проводились на космическом аппарате «Интеркосмос-19» в 1979 году и были продолжены на «Космосе-1809» и станции «Мир». Также для трансионосферного зондирования используются сигналы навигационных спутников, по данным о распространении которых можно оценить концентрацию электронов вдоль их пути через ионосферу.